# Migratie in Vlaanderen
Door de eeuwen heen is Vlaanderen het toneel geweest van vele migratie-stromen.

## Neolithicum

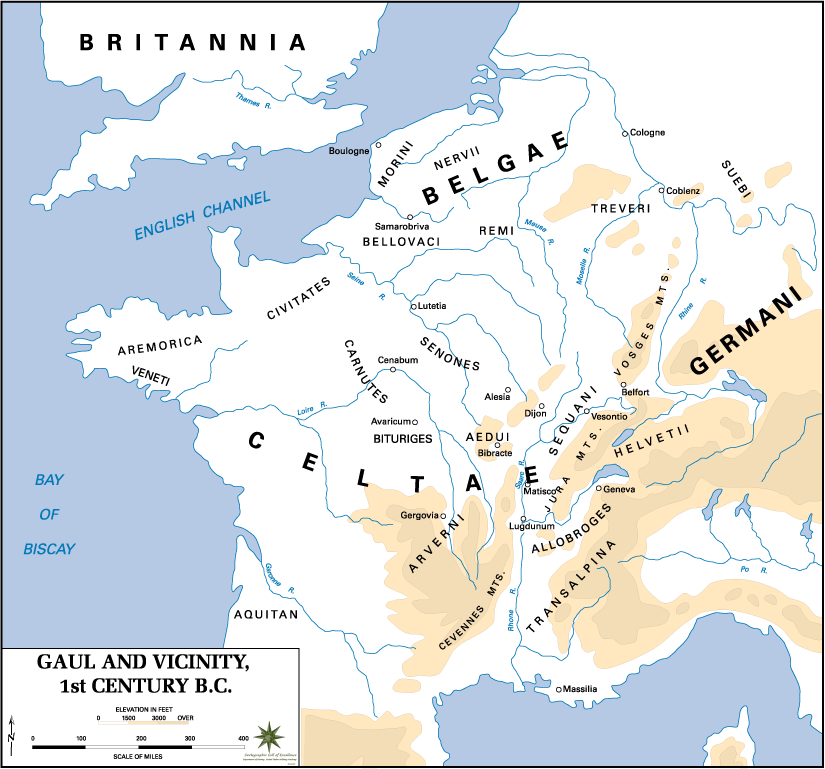
Leefgebied van de verschillende stammen der Belgae

Voor de verovering door de Romeinen werd het gebied dat nu Vlaanderen is, bewoond door de Belgae. Dit was niet één volk, maar een verzamelnaam voor een reeks verschillende stammen. De Menapiërs en Morini woonden in de kuststreek; de Nerviërs en de Atuatuci in Centraal-Vlaanderen en de Eburonen in de Maasvallei. Volgens Julius Caesar waren de Belgen van Germaanse afkomst. Tegenwoordig gaat men er echter van uit dat ze een mengeling waren van Germanen en Kelten.

## Gallo-Romeinse periode
Omstreeks 57 v.Chr. kwamen de eerste Romeinen naar onze streken, ten gevolge van de nederlaag van de Belgae in de slag aan de Sabis. Het daaropvolgende oorlogsseizoen wijdde Caesar aan de vernietiging van de Eburonen, waarvoor hij Atuatuca als uitvalsbasis nam. Hij verklaarde de stam vogelvrij; iedereen mocht ze plunderen en vermoorden. De Eburonen vluchtten naar de meest ontoegankelijke uithoeken van het Belgisch territorium: het Ardennerwoud, de Peel ("aaneengesloten moerassen") en de delta van Maas en Rijn ("op eilanden die door de getijden worden gevormd"). Velen verlieten Gallië helemaal.
Ongetwijfeld leed de bevolking zwaar onder deze represailles, maar het is onwaarschijnlijk dat de Eburonen volledig uitgeroeid werden. De streek werd in ieder geval sterk ontvolkt. Met toestemming van Caesar vestigden zich daarom Germaanse stammen in het vroegere gebied van de Eburonen. Dit waren de Frisiavones aan de Schelde; de Texuandri in Taxandrië, de huidige Kempen - de naam Tessenderlo stamt van hen - en de Tungri (de naamgevers van Tongeren) in Haspengouw.
Rond 100 na Chr. startte de romanisering. Hierbij vermengde de oorspronkelijke bevolking zich met de immigranten en Romeinse soldaten; de aristocratie paste zich aan de Romeinse levenswijze aan en kreeg burgerrechten. De macht van de druïden werd sterk ingeperkt en de Keltische goden werden in het Romeinse pantheon ingepast.

## Frankische periode
Rond 260 n.C. vonden de eerste invallen van de Salische Franken plaats. In 358 n.C. kregen zij van de Romeinen de toestemming zich in Taxandrië (de huidige Kempen) en de Betuwe, in het huidige Zuid-Nederland, te vestigen. In ruil daarvoor dienden zij als buffer tegen invallen van andere Germaanse stammen en werden ze foederati (bondgenoten). Als zodanig streden zij onder andere in 451 n.C. aan de zijde van Aetius tegen de Hunnen (en hun bondgenoten) tijdens de Slag op de Catalaunische Velden.
In 405 n.C. werden de Romeinse troepen uit de Rijnprovincies weggetrokken omdat men ze nodig had in de strijd tegen de Goten, die dreigden Italië binnen te vallen. Dit leidde ertoe dat heel wat Germaanse stammen de nu onbewaakte grens overstaken. In Vlaanderen breidden de Saliërs zich steeds verder uit en veroverden uiteindelijk heel Noord-Gallië.
Het is een wijdverbreid misverstand dat hierdoor de huidige taalgrens ontstond. Ten eerste werd de Gallo-Romeinse bevolking niet volledig verdreven. In gebieden met een grote concentratie aan Gallo-Romeinse villae, zoals Zuid-Limburg en Zuid-Vlaanderen, sprak men nog tot in de twaalfde eeuw Romaans. Ten tweede vestigden zich ook Germanen in wat tegenwoordig Noord-Frankrijk en Wallonië zijn. Een overblijfsel hiervan zijn de vele (van origine) Germaanse plaatsnamen daar, zoals Roubaix (equivalent van Roosbeek), of Houffalize (van Hohenfels). De taalgrens ontstond pas door de geleidelijke her-romanisering van de Nederlanden bezuiden de huidige taalgrens en de germanisering van de Gallo-Romeinen ten noorden daarvan.

## Middeleeuwen
Na de dood van Lodewijk de Vrome in 843 werd het Frankische Rijk verdeeld onder zijn drie zonen volgens het Verdrag van Verdun. Hierbij vormde onder ander de Schelde de grens tussen West- en Midden-Francië (Lotharingen). Met uitzondering van het latere graafschap Vlaanderen behoorde het huidige Vlaanderen dus tot Neder-Lotharingen. Rond deze periode vonden ook de roof- en veroveringstochten van de Noormannen plaats.
Hierdoor kalfde de centrale macht af en wonnen de steden aan macht. Dit resulteerde omstreeks 1050 in een periode van economische groei. Dit trok kooplui en ambachtslieden uit gans Europa aan; onder meer in Antwerpen (vanwege zijn haven) vestigden zich grote aantallen Engelsen, Portugezen, Spanjaarden, Duitsers en andere nationaliteiten.
Als reactie hierop werden er graven aangesteld om de gouwen te besturen. Zo ontstonden de graafschappen Vlaanderen en Loon en het hertogdom Brabant. Omstreeks de veertiende eeuw kwamen deze gebieden in Bourgondische handen. Dit was aanvankelijk eerder een personele unie waarbij elke provincie autonoom bleef en zijn eigen landsheerlijkheid bezat. Filips de Goede slaagde erin een centraal bestuur op te zetten, dat door zijn zoon Karel de Stoute werd verdergezet. Dit en generaties lang samenleven had een groot impact op de interne migratie binnen het Bourgondische rijk en een supranationaal gevoel tot gevolg. Deze periode eindigde in 1482, toen de regering overging naar de Spaanse heerschappij.

## Nederlandse opstand
Het aanbreken van de vroegmoderne tijd kenmerkte zich in de Noordelijke Nederlanden door onrust die tot een nieuw maatschappelijk bestel en staatkundige onafhankelijkheid leidde. De Zuidelijke Nederlanden, waaronder Vlaanderen, bleven onder Spaans bewind. Tijdens deze Spaanse periode ontstond een deels gedwongen, massale emigratiestroom naar het noorden en oosten. Veel van de honderdduizenden migranten waren welgesteld, ondernemend en vernieuwend. Religieuze vervolging van protestanten speelde een grote rol, maar de intellectuele vrijheid en de economische mogelijkheden in de Noordelijke Nederlanden en Duitsland bepaalden mede de bestemming van de migranten. De meesten trokken naar Amsterdam en de Noord-Nederlandse provincies en droegen daar bij tot de Hollandse Gouden Eeuw. Verschillende redacteurs van de Statenbijbel waren bijvoorbeeld uit de Zuidelijke Nederlanden afkomstig. Hierdoor heeft het Zuid-Brabants mee het Standaardnederlands beïnvloed.
Deze emigratiegolf vond zijn hoogtepunt na de val in 1584 van de toen calvinistische stad Gent en in 1585 van het in meerderheid door calvinisten en lutheranen bewoonde Antwerpen. De afsluiting van de Schelde door de (Noordelijke) Republiek betekenden Antwerpens neergang en die van de zuidelijke Nederlanden. De noordelijke Nederlanden en in de eerste plaats Amsterdam konden op deze neergang hun Gouden Eeuw opbouwen.
Vanaf 1580 tot circa 1630 kwamen 150.000 vluchtelingen, onder wie Vlamingen, Brabanders, maar ook Walen, naar het Noorden, vaak via een omweg die verliep door Engeland (Londen) en verschillende Duitse landen, net name steden als Emden in Oost-Friesland, Wezel in Kleverland, Frankfort in Hessen, waar zich tussen 1540 en 1589 grote Nederlandse religieuze gemeenten hadden ontwikkeld.
Na 1585 halveerde de Antwerpse bevolking in korte tijd. Het omgekeerde gebeurde in de Hollandse en Zeeuwse steden. Het aantal inwoners van Amsterdam steeg door de komst van de vluchtelingen van 30.000 in 1578 tot 108.000 in 1622. De welgestelde immigranten brachten hun kennis en vaardigheden mee. Ook andere Hollandse en Zeeuwse steden vermeerderden hun bevolking met de helft of meer door deze immigratie zoals Leiden waar wevers uit de Westhoek (later Frans-Vlaanderen) zich vestigden, en Middelburg dat veel Gentenaren opnam. De handwerkslieden, waarvan velen uit de textielnijverheid en de diamantnijverheid, brachten hun technieken mee en verplaatsten daardoor het zwaartepunt van deze nijverheden naar het Noorden. De reacties van de plaatselijke bevolking op de komst van deze immigranten verschilden van plaats tot plaats. Omdat velen gevlucht waren om godsdienstige redenen, werden zij door de protestantse minderheid goed onthaald want zij versterkten de positie van de officiële calvinistische kerk aanzienlijk en vormden de basis van wat later als haar typisch 'Hollandse' karakter aangeduid zou worden. Toch waren er ook wrijvingen tussen de verschillende migrantengroepen: Calvinisten, Lutheranen, Wederdopers. Door hun grote aantal en hun orthodoxe calvinisme was er bij vrijzinnige Hollandse regenten aanvankelijk huiver om Zuidnederlanders naast zich in het openbaar bestuur een plaats toe te staan.
De etnische kern van de huidige Vlaamse bevolking bestaat uit de achtergebleven, die overwegend katholiek waren en onder Spaanse heerschappij bleven tot in de 17e eeuw.

## Franse periode
Nadat 40.000 man Franse troepen, waaronder 2500 vluchtelingen uit de Oostenrijkse Nederlanden en het prinsbisdom Luik, in november 1792 (Slag bij Jemappes) een eerste maal waren binnengevallen en na vier maanden verdreven werden (Tweede Slag bij Neerwinden), behaalden de Franse revolutionaire troepen in juni 1794 met de Slag bij Fleurus een definitieve overwinning op de Habsburgse monarchie. Het inlijven en het plunderen van het land door een antiklerikale republiek, vuurden het patriottisme, eerder in 1790 opgevlamd tijdens de korte periode van de Verenigde Nederlandse Staten, opnieuw aan. Daarentegen ging er van het langdurig en verzoenend bewind van Napoleon Bonaparte vanaf 1799 een assimilerende kracht uit. Er ontstond nu een migratie vanuit Vlaanderen naar onder andere het verlichte Parijs. De hogere burgerij en adel, zoals in een groot deel van Europa, was toen Franstalig of verfranst.

## Emigratie in de Negentiende eeuw

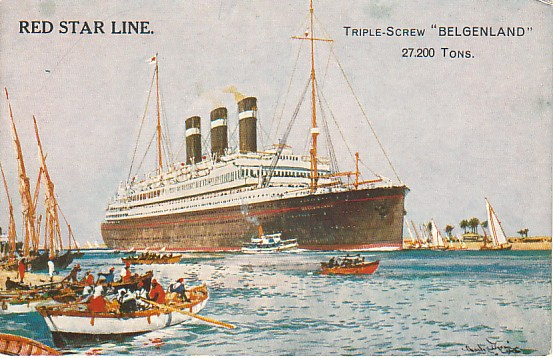
De SS Belgenland, een van de schepen van Red Star Line

Een tweede belangrijke emigratiegolf voltrok zich in de tweede helft van de 19de eeuw. Toen vertrokken vele duizenden Vlamingen, vooral uit Oost- en West-Vlaanderen, naar Canada, de Verenigde Staten en Zuid-Amerika. Hierin speelde de Red Star Line een belangrijke rol met haar geregelde dienst tussen Antwerpen en New York en soms tussen Antwerpen en Philadelphia. Vanaf het einde van de negentiende eeuw verkozen Vlaamse migranten vooral Canada. De Canadese overheid stelde alles in het werk om vanuit Europa een emigratiebeweging op gang te brengen. De Vlamingen waren erg gegeerd omdat ze bekendstonden als goede werkers en bekwame boeren. De grote rederijen beschreven Canada in hun folders als een waar paradijs. Arbeiders werden gelokt met beloftes van hoge lonen, maar kwamen bedrogen uit. De werkomstandigheden waren immers vaak nog slechter dan in Vlaanderen. Hierdoor keerde een aantal onder hen terug naar de heimat. In tegenstelling tot andere migrantengroepen vormden de "Amerikaanse Vlamingen" geen afzonderlijke gemeenschap; toch hechtte men belang aan het behoud van een eigen identiteit. Zo verscheen in Detroit de "Gazette van Detroit", een Vlaamse krant. De integratie verliep echter vrij vlot, want al na de eerste generatie waren er gemengde huwelijken.
Dichter bij huis, migreerden honderdduizenden Vlamingen naar Wallonië en Noord-Frankrijk om daar in de mijnbouw te gaan werken. Daarnaast vestigde zich een tienduizendtal als boer in Wallonië.
Later emigreerden ook tal van Vlamingen naar Belgisch-Kongo, dat sinds 15 november 1908 een Belgische kolonie was. Voordien, sedert 1885, was het gebied reeds op bloedige wijze geregeerd als soevereine staat - of veeleer als "privé-kolonie" - door de Belgische vorst Leopold II, onder de naam Kongo-Vrijstaat.

## Eerste Wereldoorlog

### Vluchtelingen in Nederland
Het uitbreken van de Eerste Wereldoorlog deed veel Vlamingen op de vlucht slaan. Zo trokken naar schatting 40.000 soldaten en een miljoen burgers naar het neutrale Nederland. Hiervan kwamen twintigduizend in Amsterdam terecht. Dezen werden in eerste instantie opgevangen in grote, onverwarmde loodsen in de haven. Daar kampeerden ze tot ze een ander onderdak kregen toegewezen. Tientallen gebouwen in de stad werden ingericht tot tijdelijk opvanghuis. Ook sommige Amsterdamse burgers deden hun best om ontheemde Belgen in huis te nemen of om voor eten en kleding te zorgen. De Rooms-katholieke kerk schakelde Belgische priesters in voor zielzorg. De vluchtelingen was het in principe verboden te werken: daar was een speciale vergunning voor nodig. De meesten konden daarom niet zelf in hun onderhoud voorzien en werden ondergebracht in kampen in Gouda, Uden, Nunspeet, Ede, Peize en Gaasterland.
Het overgrote deel van de vluchtelingen keerde al voor het einde van 1914 terug naar huis, omdat de situatie in België zich snel normaliseerde en de Duitse bezetter hun veiligheid garandeerde. Zo'n honderdduizend Belgen bleven echter tot het einde van de oorlog in Nederland. Na de oorlog kwamen andere - politieke - vluchtelingen naar Nederland: Vlamingen die met de Duitse bezetter hadden gecollaboreerd en nu in hun eigen land werden aangeklaagd wegens landverraad.

### Vluchtelingen in Groot-Brittannië
Naast de vluchtelingen naar Nederland, vluchtte ook ongeveer een kwart miljoen Belgen - onder wie veel Vlamingen - naar Groot-Brittannië. Tal van Engelsen namen vluchtelingen in huis, tevens werden er dorpen opgericht met eigen scholen, kranten, winkels, ziekenhuizen, kerken, gevangenissen en politie. Deze gebieden werden beschouwd als Belgisch territorium en bestuurd door de Belgische regering. Er werd zelfs gebruikgemaakt van de eigen munt.
Ondanks hun grote getallen is er weinig dat nog herinnert aan hun verblijf, afgezien van een handvol graven, straatnamen, plaketten en een enkel monument in de Victoria Embankment Gardens in Londen. Na de oorlog wilde de Britse regering de vluchtelingen zo snel mogelijk het land uit en de Belgische regering haar burgers zo snel mogelijk terug om te helpen bij de wederopbouw. De arbeidscontracten van vele Belgen werden beëindigd en er werden (tijdelijk) 'one-way tickets' uitgedeeld voor wie terugkeerde. Twaalf maanden na het einde van de oorlog was al meer dan 90% vertrokken. Slechts weinigen bleven. Als blanke katholieken vielen zij niet erg op en integreerden vlot in de Britse samenleving.

## Interbellum
Vanaf 1920 kwamen gastarbeiders, voornamelijk Italianen en Oost-Europeanen in de Belgische industrie en mijnbouw werken. Zij trokken echter voornamelijk naar Wallonië. Slechts een handvol vestigde zich in Vlaanderen. Na de economische crisis van 1930 maakte men de migratiewetgeving strenger. Zowel de werkgever als de werknemer hadden toestemming nodig van de overheid, en die werd pas gegeven voor een specifieke baan in een specifiek bedrijf, wanneer de werkgever bovendien kon aantonen dat de vacature geen kandidaten uit België had opgeleverd. De werknemer, die dus gebonden was aan de baan, kreeg een arbeidskaart B voor maximaal twee jaar, waarna de proecdure opnieuw moest worden doorlopen. Bijna alle gastarbeiders vertrokken hierop uit het land.
Omstreeks de jaren dertig vestigden zich Joodse vluchtelingen uit nazi-Duitsland in Vlaanderen, voornamelijk in Antwerpen en Brussel.

## Na WOII
Na de Tweede Wereldoorlog kwamen communisten aan de macht in vele Oost-Europese landen. Deze regeringen stelden hun arbeiders in het buitenland voor een keuze: ze konden terugkeren, of hun nationaliteit verliezen. De meeste Oost-Europeanen kozen ervoor terug te keren. De Belgische industrie moest haar arbeidskrachten dus elders halen. In de jaren vijftig deden ze dit vooral in Italië en Griekenland, waar de werkeloosheid toen erg hoog was. Na de mijnramp van Marcinelle, waarbij 262 mensen (waaronder 136 Italianen) omkwamen, besliste de Italiaanse overheid hogere eisen te stellen. De Belgische industrie haalde haar arbeiders daarop uit Spanje, Marokko en Turkije. In 1964 sloot België een contract af met Marokko en Turkije over de werving van gastarbeiders voor de steenkoolbekkens. Doordat de andere industriële centra van Vlaanderen (zoals het Waasland, Gent, Antwerpen en Vilvoorde) niet in aanmerking kwamen om officieel beroep te doen op dit systeem van gastarbeid, begonnen de bedrijven de arbeidsmigranten nominatief te rekruteren via officieuze kanalen. Hierdoor kwam de arbeidsmigratie ook in grote industriesteden als Antwerpen, Brussel en Gent op gang.
De arbeidsmigranten werden met beloften van hoge salarissen en pensioenen naar België gelokt. Hun leefomstandigheden waren echter erbarmelijk. In de mijnbekkens leefden ze in houten barakken en kregen met racisme te maken, in steden als Gent werden ze in beluiken ondergebracht. Het werk was zwaar en onveilig; honderden mensen kwamen om het leven bij arbeidsongevallen. Wie protesteerde, werd door de vreemdelingenpolitie opgepakt en teruggestuurd naar zijn land van herkomst.
Economische problemen in de jaren zeventig deden bij veel Vlamingen de verwachting rijzen dat de migranten zouden terugkeren naar hun land van herkomst. In 1974 werd een 'Migratiestop' afgekondigd, die echter het omgekeerde effect had: vooral in de grote steden (Antwerpen, Brussel, Gent) nam de migrantenpopulatie op enkele jaren tijd drastisch toe. Onder meer door extreme verstedelijking in de herkomstlanden, bleek de voorziene terugkeer voor de meeste gezinnen geen optie. Vanaf de jaren tachtig richtten de lokale gemeenschappen zich dan ook steeds meer op hun toekomst in België en begon de uitbouw van een breed netwerk van middenstanders en verenigingen, waarvan vele tot vandaag actief blijven.

## Heden

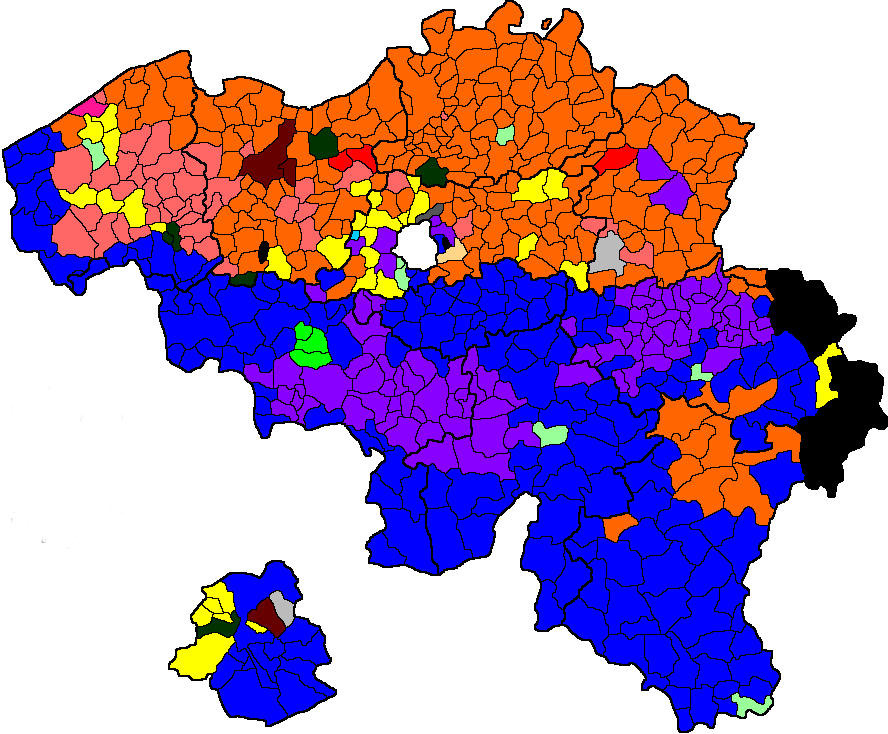
Deze kaart toont per gemeente welke groep buitenlanders het grootst is.
Oranje: Nederlanders;
Blauw: Fransen;
Zwart: Duitsers;
Paars: Italianen.
Klik op de afbeelding voor een volledige legenda en andere details.

Op 1 januari 2017 woonden 548.910 buitenlanders (d.w.z. mensen zonder Belgisch paspoort) in het Vlaams gewest. Zij vormden hiermee 8,42% van de bevolking. Over het aantal allochtonen bestaan geen statistieken. De meerderheid van hen (374.405, ofwel 68%) kwam uit een Europees land. Nederlanders vormen de grootste groep (zie Nederbelgen), gevolgd door Polen, Roemenen, Marokkanen, Italianen, Fransen, Bulgaren, Spanjaarden, Turken en Portugezen. In onderstaande tabel zijn de exacte cijfers gegeven.
| Nationaliteit | Aantal  | Percentage Vreemdelingen | Percentage Bevolking |
| ------------- | ------- | ------------------------ | -------------------- |
| Nederland     | 137.656 | 25,1                     | 2,1                  |
| Polen         | 40.813  | 7,4                      | 0,6                  |
| Roemenië      | 29.027  | 5,3                      | 0,4                  |
| Marokko       | 28.934  | 5,3                      | 0,4                  |
| Italië        | 23.827  | 4,3                      | 0,4                  |
| Frankrijk     | 20.918  | 3,8                      | 0,3                  |
| Bulgarije     | 19.583  | 3,6                      | 0,3                  |

Tegenwoordig vestigen zich voornamelijk rijkere migranten in Vlaanderen, vooral in de grensgebieden en in de omgeving van Brussel. In de rand rond Brussel zijn dit voornamelijk kaderleden en -personeel van internationale bedrijven en organisaties, ambtenaren die werken voor de Europese Unie of voor een ambassade. In de grensstreken zijn dit voornamelijk Nederlanders en Fransen. Gedurende de twintigste eeuw vond er ook een interne migratie plaats van de Franstalige burgerij en adel vanuit heel België - dus ook vanuit Vlaanderen maar vooral vanuit Brussel - die zich in de groene gordel van beide provincies Brabant rond de hoofdstad vestigden. Daarnaast zijn er inwijkelingen uit de derdewereldlanden die als student in de omgeving van de universiteitscentra van Brussel, Leuven, Hasselt, Gent en Antwerpen neerstrijken. Ten slotte komen ook asielzoekers naar Vlaanderen. Dit zijn mensen die vluchten uit hun thuisland wegens humanitaire, politieke en/of religieuze redenen. Ze komen vaak uit landen waar burgeroorlogen woeden.
Opvallend is het verband tussen de ruimtelijke spreiding en de leeftijdsstructuur van migrantengroepen. In de
Limburgse mijnstreek kan men bij de migranten spreken van een vergrijzing: de groep 50+ is het grootst, terwijl de groep van kinderen beduidend klein is. Er doet zich zelfs een bevolkingsdaling voor bij die migranten. In de grote steden, waar migranten zich later hebben gevestigd, is er een bevolkingsstijging in deze groep. De migrantengezinnen zijn doorgaans ook veel jonger. Het aantal migrantenkinderen is er groter bij de Turken en Marokkanen, dan bij de Grieken, Spanjaarden en Italianen (die er al langer verblijven). De meer recente immigranten, evenals de joden, zijn nog min of meer als afzonderlijke etnische groepen herkenbaar. Dat geldt met name voor de Italianen, Hongaren en Polen die in het midden van de 20e eeuw naar Vlaanderen kwamen, voor Noord-Afrikanen en Turken (2de helft van 20e eeuw), en voor de recentste immigratiegolven uit Oost-Europa.
Vlaanderen ontwikkelde de laatste jaren een specifiek beleid voor zijn etnisch-culturele minderheden (ook wel 'nieuwe Vlamingen' genoemd). Daarbij wordt gestreefd naar een zo sterk mogelijke inburgering.